# 3323 Тургенєв
3323 Тургенєв (3323 Turgenev) — астероїд головного поясу, відкритий 22 вересня 1979 року.
Тіссеранів параметр щодо Юпітера — 3,410.